# Okno (przystanek kolejowy)
Okno (ukr. Вікно, ros. Окно) – przystanek kolejowy w miejscowości Okno, w rejonie kołomyjskim, w obwodzie iwanofrankiwskim, na Ukrainie.
Przed II wojną światową istniała stacja kolejowa Okno. Zlokalizowana ona była w innym miejscu - ok. 1 km na południowy zachód (w stronę Kołomyi) od współczesnego przystanku.